# Neobufonaria hermelensis
Neobufonaria hermelensis är en insektsart som beskrevs av Abdul-nour 2000. Neobufonaria hermelensis ingår i släktet Neobufonaria och familjen dvärgstritar. Inga underarter finns listade i Catalogue of Life.